# مهدی اسداللهی
مهدی اسداللهی زاده (۱۰ دی ۱۳۱۰ محلات –۹ بهمن ۱۳۸۷ تهران) مشهور به د. اسداللهی بازیکن، مربی، نویسنده و مفسر فوتبال اهل ایران بود. وی از پایه‌گذاران باشگاه فوتبال پاس تهران بوده‌است.
اسداللهی در دهه ۱۳۳۰ شمسی در تیم فوتبال سپه تهران فوتبال حرفه‌ای را شروع کرده و در کنار آن نیز به مربی‌گری می‌پرداخته‌است اما پس از مصدومیت فقط به مربی‌گری ادامه داده و در دهه ۱۳۴۰ به همراه فریدون صادقی تیم پاس تهران را بنیان‌گذاری کرده‌است.
او که خود عضو شهربانی بود، به مدت نه سال مربی تیم پاس بود و بازیکنانی چون حسن حبیبی، حشمت مهاجرانی، فرامرز ظلی، محمد رنجبر، محمودیاوری، همایون شاهرخی، مهدی مناجاتی و اصغر شرفی از شاگردان او در این تیم بودند که بعدها خود از مربیان طراز اول ایران شدند.
اسداللهی نزدیک به چهار دهه نویسنده و مفسر ورزشی مجله کیهان ورزشی بود. نوشته‌های او با امضای د. اسداللهی با نثری متفاوت بخش ثابت این مجله ورزشی بود.
او همراه کسانی چون عطا بهمنش، کاظم گیلان‌پور، ناصر مجرد، حسین دستگاه، پرویز زاهدی، بیژن رفیعی، صدرالدین الهی، محمودولی‌زاده و مهدی دری از پیشگامان کیهان ورزشی بود.
در اوایل دهه ۱۳۷۰ شمسی وی به عنوان کارشناس فوتبال در هنگام پخش بازی‌ها در تلویزیون ایران به تفسیر بازی‌ها به ویژه در مسابقات جام ملت‌های اروپا ۱۹۹۶ می‌پرداخته‌است.
کتاب دو جلدی د. اسداللهی دربارهٔ تاریخ جام جهانی، تنها کتاب ایرانی در این کتابخانه فیفا است. در مقدمه این کتاب سپ بلاتر، ٰرئیس سابق فیفا یادداشتی نوشته‌است و از اسداللهی با عنوان «کلنل اسد» نام برده‌است.